# Língua gadaba
Gadaba, gutob ou gutub é uma língua munda falada pelos gadabas, uma das tribos aborígenes que habitam a região do litoral norte de Andhra Pradesh, na Índia. Os gadabas, que chamam a si próprios de Mogililu ou Modililu no seu próprio dialeto, trabalhavam tradicionalmente como carregadores de palanquins.

## Nome
A tribo herdou esse nome ao fato de seus ancestrais terem emigrado das margens do rio Gadabari (Godavari) e terem se estabelecido em Nandapur, antiga capital dos rajás de Jeypur (Orissa). Há evidências que mostram eles também seriam chamados de Kadava, como em tâmil, por causa de enormes brincos - Kadu em Tamil que significa orelhas. Seria mais adequado dizer que o nome deriva das três Gatvaras do sânscrito, que em oriá significa "locomotiva" e, assim, os carregadores de liteira levariam esses nome. Outra possível derivação seria também do sânscrito kadavada, que significa falar de forma ininteligível. O modo de falar dos gadabas é muito difícil de entender, pois "suas palavras quase nunca são ouvidas".[carece de fontes?] Kadavada também significa "vil" ou "desprezível".

## Localização
Os falantes do gadaba se distrubuem na área dos distritos de Visakhapatnam, Vizanagaram e Srikakulam, e em algumas partes dos distritos de Koraput e Ganjam em Orissa. Conforme o censo da Índia de 1971, sua população era na de 25.108 pessoas. No estado de Jeypur esles são os únicos representantes de uma língua mundari, sendo hoje um pequeno grupo ocupacional de carregadores de liteiras que vivem a leste de Jagadalpur."

## Escrita
O índice de alfabetização entre os Gadaba é baixíssimo. Uma escrita própria para a língua foi desenvolvida pela professora S. Prasanna Sree da Universidade de Andhra, Visakhapatnam, Andhra Pradesh. Prasanna Sree desenvolveu escritas com base em escritas indianas já existentes para certos sons comuns a outras línguas locais, porém com diferentes conjuntos de caracteres para cada uma das línguas relacionadas, tais como o bagatha, o jatapu, o kolam, o konda-dora, o porja, o koya, e o kupia.
- Possui 13 sons vogais com símbolos para vogais que, conforme a simbologia, podem ser isoladas (no início da sílaba) ou conjuntas: a aa e ee u uu ae aaae i o oo ou aum auh
- e 21 sons consonantais, que podem ser curtos ou longos (símbolos diferenciados): ka gha gna cha já ta da tha dha na pa bha ma ya ra la va as ha